# File Allocation Table
File Allocation Table (FAT) е файлова система. Разработена е през 1977 г. за дискети, но след като претърпява значителни подобрения, навлиза в по-широка употреба. Използва се за твърди дискове, флашпамети и други устройства.

## Разновидности
Съществуват няколко разновидности на файловата система:
- FAT – първоначалната 8-битова версия на файловата система. С ограничена употреба. Имената на файловете трябва да са не по-дълги от 9 символа.
- FAT12 – разширение на първоначалната FAT файлова система, използва се в повече операционни системи. Имената на файловете могат да са до 11 символа.
- FAT16 – използват се по-малки клъстери, дисковото пространство е по-оптимизирано в сравнение с по-старите варианти.
- FAT32 – въведена през 1996 г. Значително подобрена, поддържа имена на файловете до 255 символа. Използва се и днес в различни видове запаметяващи устройства.
- exFAT – най-новата разновидност. Въведена е през 2006 г. и е оптимизирана за флашпамети. Поддържа всички функции на FAT, но премахва много от ограниченията.[3]

Едно от най-големите ограничения на FAT32 файловата система е, че не поддържа файлове, които са по-големи от 4 GB. Тоест, ако такива трябва да се запишат на диска, те следва първо да се разделят на части.
Именно заради ограниченията на FAT32 е въведена по-новата exFAT, която запазва всички функции на FAT32, но премахва някои от ограниченията, например вече може да се работи файлове, които са по-големи от 4 GB.